# Callo Hueso (ilha)
1. REDIRECIONAMENTO Cayo Hueso (ilha)